# Witbaardmierklauwier
De witbaardmierklauwier (Biatas nigropectus) is een zangvogel uit de familie Thamnophilidae (miervogels).

## Verspreiding en leefgebied
Deze soort komt voor in oostelijk Paraguay, noordoostelijk Argentinië en zuidoostelijk Brazilië.

## Status
De grootte van de populatie wordt geschat op 2500-10.000 volwassen vogels. Op de Rode lijst van de IUCN heeft deze soort de status kwetsbaar.